# Éric Lambin
Pour les articles homonymes, voir Lambin.
Éric Lambin, né le 23 septembre 1962 à Uccle (Bruxelles), est un géographe belge.

## Biographie
En 1985, il obtient une licence en sciences géographiques et un baccalauréat en philosophie à l’université catholique de Louvain (UCLouvain) à Louvain-la-Neuve.
En 1995, Il est nommé professeur au département de cette même université. À partir de l’année académique 2009-2010, il partage son temps entre l’UCLouvain, et la chaire Ishiyama en études interdisciplinaires de l’environnement à l'université Stanford en Californie.
Il est membre de l’Académie royale des sciences, des lettres et des beaux-arts de Belgique depuis le 2 décembre 2006 et membre titulaire de l’Académie royale des sciences d'outre-mer.

## Prix et honneurs
Il a obtenu le Prix Francqui 2009, prix scientifique le plus prestigieux en Belgique, remis des mains du roi Albert II.
Eric Lambin est le lauréat du Prix Volvo de l'environnement (en) 2014, un des trois prix les plus prestigieux au monde dans le domaine du développement et de l'environnement. Deux des quarante lauréats qui ont reçu ce prix jusqu'ici ont également obtenu un Prix Nobel par la suite.
Il obtient le Prix Planète bleue 2019 ensemble avec Jared Diamond, décerné par le prince et la princesse Akishino du Japon.

## Publications
Outre de nombreux articles scientifiques, il a publié deux livres destinés à un plus large public :
- La Terre sur un fil, éditions Le Pommier, 2004 - rééd. 2010
  - The Middle Path, traduction en anglais, University of Chicago Press
- Une écologie du bonheur, éditions Le Pommier, 2009
- coauteur, Psychologie positive, le bonheur dans tous ses états, éditions Jouvence
- Le consommateur planétaire, éditions Le Pommier, 2015

## Multimédia
- Rencontre entre Éric Lambin et François Maniquet autour de la recherche et de leur expérience de chercheur, menée par François de Callataÿ. Fichier audio, site de l'Académie royale de Belgique.